# 頹廢藝術
頹廢藝術（德語：Entartete Kunst）是德國納粹政權描述現代藝術的術語。頹廢藝術被禁止的理由是非德國、由猶太人創作或具共產主義色彩，被納粹政權認定為頹廢藝術家將受到法律制裁，包括解職，禁止展覽或出售藝術作品，禁止出版藝術作品。
頹廢藝術也是納粹政權在1937年於慕尼黑舉辦展覽的標題，由現代主義的藝術品組成。納粹政權目的在激起社會輿論反對現代主義，展覽隨後前往德國和奧地利的其他幾個城市舉行。
納粹政權在禁止現代藝術風格同時，推崇傳統繪畫和雕塑，高舉種族純潔，軍國主義和服從血與土的價值觀。納粹政權對音樂也有類似的限制，排除任何爵士樂影響。被納粹政權拒絕的音樂被稱為頹廢音樂。電影和戲劇也受到納粹政權審查。

## 另見
- 頹廢藝術展